# Dong (popolo)
I Dong (o anche Gaeml, nell'Alfabeto Fonetico Internazionale: [kɐm]) sono un gruppo etnico facente parte dei 56 gruppi etnici riconosciuti ufficialmente dalla Repubblica popolare cinese.
Sono noti soprattutto per le loro doti nella carpenteria e nell'architettura (notevoli le strutture di alcuni ponti coperti). Vivono principalmente nelle province cinesi di Guizhou, Hunan e Guangxi.

## Lingua
La lingua Dong (nome proprio: leec Gaeml) appartiene al ceppo linguistico Tai-Kadai. Nella scrittura, però, spesso i Dong usano i caratteri cinesi per rappresentare il suono delle loro parole. Una nuova ortografia basata sull'alfabeto latino fu sviluppata nel 1958, ma non è usata molto per la scarsità di guide al riguardo e di insegnanti.
Gli etnologi distinguono due dialetti Dong con i codici  kmc. URL consultato il 27 giugno 2006 (archiviato dall'url originale il 18 ottobre 2006). per il dialetto del sud e  doc. URL consultato il 27 giugno 2006 (archiviato dall'url originale il 12 ottobre 2006). per il nord.

## Dong famosi
- Li Ting (李婷), medaglia d'oro nei 10 metri sincronizzati alle olimpiadi estive del 2004
- Wu Hongfei (吴虹飞), cantante della rockband cinese Happy Avenue (幸福大街)